# Шешонк (жрець Амона)
Шешонк (д/н —бл. 894 до н. е.) — давньоєгипетський політичний діяч, верховний жрець Амона у Фівах 924-894 роках до н. е.

## Життєпис
Був сином фараона Осоркона I та Мааткари, доньки фараона Псусеннеса II. Про дату народження немає відомостей. також замало знань стосовно освіти та державницької діяльності. У 924 році до н. е. батько після смерті або відсторонення від посади Верховного жерця Амона Іупута, що доводився стрийом Шешонку, його було призначено Верховним жерцем Амона в Фівах. Водночас він став намісником Верхнього Єгипту.
Він тривалий час ототожнювався з фараоном Шешонком II, співправителем свого батька. Дана гіпотеза базується на статуї нільського бога Хапі, що нині зберігається в Британському музеї. Втім це припущення залишається недоведеним остаточно. На статуї Шешонка розміщено епітет "Володар Двох Земель" та епітет "Улюбленець Амона", що поміщені в царський картуш, проте далі в тексті пам'ятника жодного разу не вказано його тронне ім'я, що може свідчити про те, що насправді він був лише сином фараона.
До того ж Шешонк зображується на пам'ятнику як простий Верховний жрець Амона, про що може свідчити його розташування біля ніг нільського божества, а не фараона. Ще одним доказом на корсть різниці між жерцем Шешонком і Шешонком II є те, що син першого Харсіес не надає ніяких царських титулів для свого батька на вшанування його пам'яті на статуї Біса з музею Дарема. Замість цього, Шешонк називається лише як Перший Пророк Амона без інших царських титулів.
Поступово Шешонк значно розширив свої повноваження, повністю контролював Верхній Єгипет, що ймовірно підтримувалося фараоном Осорконом I. Останній, маючи лівійське походження, все ще зустрічав певне невдоволення з боку місцевої знаті, водночас зосередив увагу на захоплені Палестини. Тому для уряду в Бубасті (столиці тогочасного Єгипту) важливо було мати надійні тили. При цьому, як онук Псусеннеса II, що походив з династії фіванських жерців, Шешонк мав значну підтримку у Верхньому Єгипті.
Шешонк помер близько 894 року до н.е. Його змінив на посаді брат Іувелот.

## Родина
Натепер відомо, що Шешонк мав трьох дружин, втім імена їх ще не ідентифіковані. Відомо, що жодна з них не носила титулу Царської дружини.
Діти:
- Харсієс, Верховний жрець Амова в Фівах у 874-860 роках до н.е.
- Карома-Мерітмут
- Осоркон, жрець